# Гейбриъл Махт
Гейбриъл Махт (собственото име на английски, фамилията на немски: Gabriel Macht) е американски актьор.
Той е роден в Ню Йорк, син е на Сюзън Виктория Пюлиър – уредник на музей и архивист, и Стивън Махт, актьор и режисьор. Има 3 братя и сестри – Джес, Джули и Ари. Семейството се премества в Калифорния, когато Гейбриел е на 5 години. След като завършва гимназия, се записва да учи в колеж по изкуства. През 2004 г. се жени за актрисата Джекинда Барет. Двойката има своето първо дете, момиче, което се ражда на 20 август 2007 г. в Лос Анджелис.
Махт е играл много роли във филмови и телевизионни продукции, като „Любовна песен за Боби Лонг“, „Защото аз казах така“ и „Фермата“. От 2011 г. участва в сериала „Костюмари“.